# Oosterzele
Oosterzele és un municipi belga de la província de Flandes Oriental a la regió de Flandes. Està compost per les seccions de Oosterzele, Baleghem, Gijzenzele, Landskouter, Moortsele i Scheldewindeke. El 2021, Oosterzele tenia una població total de 13.740 habitants. L'àrea total és de 43,12 km². La seva ciutat amb qui està agermanada és Oberkirch a Alemanya.

## Situació
| - a. Wetteren - b. Westrem (Wetteren) - c. Bavegem (Sint-Lievens-Houtem) - d. Letterhoutem (Sint-Lievens-Houtem) - e. Sint-Lievens-Houtem - f. Elene (Zottegem) - g. Velzeke-Ruddershove (Zottegem) - h. Dikkelvenne (Gavere) - i. Baaigem (Gavere) - j. Munte (Merelbeke) - k. Bottelare (Merelbeke) - l. Lemberge (Merelbeke) - m. Gontrode (Melle) - n. Melle |